# Будешть (Бакеу)
Будешть, Будешті (рум. Budești) — село у повіті Бакеу в Румунії. Входить до складу комуни Плопана.
Село розташоване на відстані 262 км на північ від Бухареста, 26 км на схід від Бакеу, 61 км на південний захід від Ясс, 149 км на північний захід від Галаца.

## Населення
За даними перепису населення 2002 року у селі проживали 514 осіб.
Національний склад населення села:
| Національність | Кількість осіб | Відсоток |
| -------------- | -------------- | -------- |
| румуни         | 503            | 97,9%    |
| цигани         | 11             | 2,1%     |

Рідною мовою назвали:
| Мова      | Кількість осіб | Відсоток |
| --------- | -------------- | -------- |
| румунську | 504            | 98,1%    |
| циганську | 10             | 1,9%     |